# Cehu Silvaniei
Cehu Silvaniei (în maghiară Szilágycseh, în germană Bömischdorf) este un oraș în județul Sălaj, Transilvania, România, format din localitatea componentă Cehu Silvaniei (reședința), și din satele Horoatu Cehului, Motiș, Nadiș și Ulciug. Conform recensământului din anul 2011, Cehu Silvaniei are o populație de 7.214 locuitori (3.136 români, 3.564 maghiari, 343 romi, 7 germani și 164 cazuri cu informație nedisponibilă).

## Geografie
Orașul Cehu Silvaniei este situat în extremitatea nord-estică a regiunii istorice Crișana, în nordul județului Sălaj, la limita acestuia cu județul Maramureș. Localitatea se află la distanța de 34 km față de municipiul Zalău. Împreună cu cele patru localități componente (Horoatu Cehului, Motiș, Nadiș și Ulciug), formează o unitate teritorial-administrativă cu o suprafață totală de 67,77 km² situată din punct de vedere geografic la contactul Depresiunii Sălaj și a Culmii Sălajului cu Depresiunea Guruslău, în bazinul hidrografic al râului Sălaj.
Cehu Silvaniei este al patrulea și cel mai mic centru urban al județului Sălaj.

## Istoric
Deși atestat documentar doar din anul 1405, sub denumirea de Chehy (1854 - Szilagy Cseh), in anul 1319 este semnalată prezența unei cetăți de pământ, Castrum Cheevar, care se pare că a avut rolul de a apăra așezarea din vatra actualului oraș Cehu Silvaniei. În istoria orașului se consemnează diferite perioade de prosperitate economică, dar și de decădere. Aici se pot aminti construirea castelului fortificat al Cehului în anul 1526 de către Belteki Dragffi Janos, privilegiul dat cetății de Sigismund Bathory la 1529 pentru a se autoguverna, asediul cetății de către armatele imperiale austriece la mijlocul secolului XVI, asediile repetate ale armatelor otomane, rolul cetății jucat in timpul răscoalei curuților, mișcările revoluționare de la 1848, cele două războaie mondiale și perioada comunistă, sunt doar câteva episoade care și-au pus amprenta asupra așezării.
Celelalte localități componente sunt atestate documentar încă din prima jumătate a secolului al XIII-lea. Horoatu Cehului este atestat documentar in anul 1220 sub denumirea de Villa Chroat, Motiș în anul 1387 sub denumirea de Villa olachalis Mutos, Nadiș în anul 1387 sub denumirea de Villa olachalis Nadasd și Ulciug, tot în anul 1387 sub denumirea de Volcsek.

## Demografie
Componența etnică a orașului Cehu Silvaniei
     Maghiari (45,85%)
     Români (43,07%)
     Romi (4,98%)
     Alte etnii (6,11%)
Componența confesională a orașului Cehu Silvaniei
     Ortodocși (44,84%)
     Reformați (40,4%)
     Romano-catolici (2,64%)
     Martori ai lui Iehova (2,04%)
     Baptiști (1,13%)
     Penticostali (1,04%)
     Alte religii (1,65%)
     Necunoscută (6,26%)
Conform recensământului efectuat în 2021, populația orașului Cehu Silvaniei se ridică la 6.369 de locuitori, în scădere față de recensământul anterior din 2011, când fuseseră înregistrați 7.214 locuitori. Cei mai mulți locuitori sunt maghiari (45,85%), cu minorități de români (43,07%) și romi (4,98%). Din punct de vedere confesional, cei mai mulți locuitori sunt ortodocși (44,84%), cu minorități de reformați (40,4%), romano-catolici (2,64%), martori ai lui Iehova (2,04%), baptiști (1,13%) și penticostali (1,04%), iar pentru 6,26% nu se cunoaște apartenența confesională.
|  | Graficele sunt indisponibile din cauza unor probleme tehnice. Mai multe informații se găsesc la Phabricator și la wiki-ul MediaWiki. |

Date: Recensăminte sau birourile de statistică - grafică realizată de Wikipedia

## Politică și administrație
Orașul Cehu Silvaniei este administrat de un primar și un consiliu local compus din 15 consilieri. Primarul, Ciprian-Aurelian Antișan[*], de la Partidul Social Democrat, este în funcție din 1 noiembrie 2024. Începând cu alegerile locale din 2024, consiliul local are următoarea componență pe partide politice:
|  | Partid                                 | Consilieri | Componența Consiliului | Componența Consiliului | Componența Consiliului | Componența Consiliului | Componența Consiliului | Componența Consiliului | Componența Consiliului |
|  | -------------------------------------- | ---------- | ---------------------- | ---------------------- | ---------------------- | ---------------------- | ---------------------- | ---------------------- | ---------------------- |
|  | Uniunea Democrată Maghiară din România | 7          |                        |                        |                        |                        |                        |                        |                        |
|  | Partidul Național Liberal              | 4          |                        |                        |                        |                        |                        |                        |                        |
|  | Partidul Social Democrat               | 4          |                        |                        |                        |                        |                        |                        |                        |

## Economie
Economia orașului a fost predominată de industria lemnului și a textilelor, în trecut fiind în funcțiune firma de textile Silvania SA și cea de mobilă, Cesimex, aflată sub aripa Simex. În prezent, acestea și-au închis producția în oraș, rămânând doar Angar Prod SRL pe partea de textile, și Rombel ca și firmă producătoare de produse din lemn. 
De asemenea, economia orașului este susținută și de alte entități, comerțul jucând și el un rol foarte important în Cehu-Silvaniei. 
Sectorul terțiar a avut în ultimii 14 ani cel mai mare ritm de dezvoltare din cadrul economiei locale.

## Obiective turistice
Cele mai importante obiective de interes turistic sunt:
- Parcul central[3]
- Biserica reformată (1519-1614)[3]
- Biserica de lemn „Sfinții Arhangheli” (secolul al XVII-lea);
- Biserica de lemn „Sfinții Arhangheli” din Nadiș (1738);
- Biserica de lemn „Adormirea Maicii Domnului” din Ulciug (1781);
- Biserica de lemn „Sfinții Arhangheli” din Horoatu Cehului (1749);
- Fântâna de piatră sau Fântâna lui Pintea (secolul al XVI-lea);[3]
- Rezervația naturală „Lunca cu lalea pestriță” - Valea Sălajului (10 hectare).
- Cetatea Cehului[3]
- Clădirea Școlii Regale Maghiare (1892)[3]
- Școala Civilă de Băieți (1901)[3]

## Primari
- 2004-2008: Vasile Cuceu, ales din partea Partidului Forța Democrată din România. În anul 2008 a candidat din partea PD-L pentru funcția de primar și s-a clasat pe locul al patrulea, cu 10,97% din voturi.
- din 2008: Andrei Varga (UDMR).
- din 2016: Ioan Cheregi (UDMR).
- din 2020: Balint Ervin (UDMR).
- din 2024: Antișan Ciprian (PSD).

## Personalități
- Gheorghe Pop de Băsești (1835-1919), om politic român din Transilvania. Casa memoriala se află în Băsești, la aproximativ 5 km de oraș.[3]
- Alexandru Koller (n. 1953), fotbalist la echipele: Armătura Zalău, Dermata Cluj-Napoca, ASA Târgu Mureș, Gloria Bistrița și FC Baia Mare.
- Béla Kun (1886-1938), politician comunist maghiar de origine evreiască.
- George Maior (1862 - ?), deputat în Marea Adunare Națională de la Alba Iulia 1918